# Костик Анатолій
Костик Анатолій (? — 1920, ?) — командир полку Дієвої Армії УНР.

## Біографія
Останнє звання у російській армії — поручик.
У 1918 році — квартир'єр 1-го козацько-стрілецького (Сірожупанного) полку Армії Української Держави. 
З 20 січня 1919 року — командир 1-го Сірожупанного полку Дієвої Армії УНР. 
З 12 березня 1919 року — командир 49-го пішого дієвого ім І. Франка полку Дієвої Армії УНР. 
З 26 липня 1919 року — командир 10-го пішого полку Сірожупанників Дієвої Армії УНР.
З 1 грудня 1919 року — командир 1-го пішого збірного Сірожупанного полку, у складі якого брав участь у Першому Зимовому поході. 
Загинув у бою під час Першого Зимового походу.